# Marilena Chaui
Marilena de Souza Chauí (Pindorama, 4 de setembro de 1941) é uma escritora, e filósofa brasileira , especialista na obra de Baruch Espinoza e professora emérita de História da Filosofia Moderna na Faculdade de Filosofia, Letras e Ciências Humanas da Universidade de São Paulo.
É considerada uma das filósofas mais importantes do Brasil e uma das mais influentes intelectuais do país, com vasta e reconhecida obra.
Também é conhecida por sua atuação política, tendo combatido a ditadura militar e sido uma das fundadoras do Partido dos Trabalhadores (PT), do qual é ativa militante. Foi secretária de Cultura do Município de São Paulo durante a gestão da prefeita Luiza Erundina.

## Biografia
Marilena é filha do jornalista Nicolau Alberto Chauí e da professora Laura de Souza Chauí. Foi casada com o jornalista José Augusto de Mattos Berlinck, com quem teve dois filhos, José Guilherme e Luciana. Atualmente é casada com Michael Hall, historiador e professor da Universidade Estadual de Campinas.
Concluiu a graduação em 1965, na Universidade de São Paulo. Sua dissertação de mestrado, "Merleau-Ponty e a crítica do humanismo", foi defendida em 1967, mesmo ano em que deixou de lecionar no Colégio Estadual Alberto Levyi, em São Paulo, e mesmo ano em que iniciou o doutorado acerca das ideias do filósofo Baruch Espinoza, orientada por Gilda Rocha de Mello e Souza e concluída em 1971, também na USP.
Em 1977, defendeu sua tese de livre-docência, sob o título “A Nervura do Real: Espinosa e a Questão da Liberdade”, onde abrangeu alguns assuntos como a liberdade, a servidão, a beatitude, a paixão, a imanência e a necessidade.
Em uma entrevista, Marilena definia que os anos que passou sob o regime militar foram anos de medo em que você não sabia se quando saísse de casa poderia voltar ou se veria colegas de trabalho. Relata também que universidades eram controladas por militares havendo até escutas nas salas de aula, policiais disfarçados de estudantes e o exílio de docentes era tão grande que restaram apenas cinco na instituição em que Marilena lecionava. Resistente ao regime militar, a filósofa, juntamente a outros e outras docentes, criaram o que chamavam de "grupo de amigos" que se dedicavam a abrigar perseguidos e se certificarem de que os apreendidos ainda estavam vivos, dedicavam-se, também, à crítica ao autoritarismo, através de filósofos antigos.
Em 1987, prestou concurso público e foi aprovada para o cargo de professora titular de filosofia da USP. Passou a dar aulas no Departamento de Filosofia, tendo se especializado em História da Filosofia Moderna e Filosofia Política. Atualmente, Marilena é Presidente da Associação Nacional de Estudos Filosóficos do século XVII, historiadora da filosofia brasileira, professora de Filosofia Política e História da Filosofia Moderna da Faculdade de Filosofia, Letras e Ciências Humanas da Universidade de São Paulo (FFLCH-USP).
Atuante não apenas em âmbito acadêmico, mas no meio intelectual e político brasileiro, Marilena integra o Partido dos Trabalhadores, uma instituição que ela ajudou a fundar na década de 1980. Durante a gestão da ex-Prefeita de São Paulo, Luiza Erundina, Chauí atuou como líder da Secretaria Municipal de Cultura daquela cidade. Marilena Chauí, no final dos anos sessenta, envolveu-se nas pesquisas que culminariam na sua tese de doutorado sobre o pensamento de Baruch de Espinosa e passou dois anos na Universidade de Clermont-Ferrand, sob a orientação de Victor Goldschimidt.

## Posicionamentos

### Autoritarismo social
A filósofa expressa grande preocupação com a desigualdade e exclusão sociais, traduzidas na ausência de direitos do cidadão brasileiro. Afirma que o que mais lhe aflige na sociedade brasileira é não apenas a adesão irrefletida e completa dos brasileiros às narrativas difundidas pelos meios de comunicação, como também o "autoritarismo social" do país - fenômeno que descreve como uma relação marcada pela hierarquização, onde um superior comanda enquanto os inferiores obedecem. "É uma sociedade na qual as diferenças e assimetrias sociais e pessoais são imediatamente transformadas em desigualdades, e estas, em relações de hierarquia, mando e obediência".
Chauí aponta que o caráter autoritário da sociedade brasileira é um grande obstáculo à democracia. (Democracia entendida em seu sentido mais amplo de igualdade, mentalidade democrática.)

### Impeachmentde Dilma e Lava Jato
Em maio de 2016, Marilena Chauí afirmou que a sociedade brasileira "está prontinha, acabadinha para o universo fascista", se referindo ao afastamento da presidente Dilma Rousseff, no processo de impeachment. Afirmou ainda que considera o impeachment um golpe de Estado e a "Ponte para o futuro", o projeto do governo Michel Temer, uma "pinguela para o passado".
Em julho de 2016, Marilena Chauí criticou a Operação Lava Jato, afirmando que tal operação faria parte de um suposto plano dos Estados Unidos para orquestrar a destruição da soberania brasileira, com objetivo de tirar o controle do Pré-Sal do país. Também acusou o então juiz Sergio Moro, responsável pelos processos daquela operação ligados à Petrobras e mais tarde considerado parcial pelo STF no julgamento do ex-presidente Luiz Inácio Lula da Silva, de ter recebido treinamento do FBI nos moldes do Macarthismo (movimento de perseguição anticomunista adotado nos EUA durante a década de 1950), baseadas em táticas de intimidação e delação que teriam sido refinadas pelo Estado norte-americano após os Ataques de 11 de setembro de 2001. Naquela mesma ocasião, a filósofa se opôs ao projeto de lei para privatização do pré-sal proposto por José Serra nos primeiros meses depois do Impeachment de Dilma Rousseff, avaliando que aquele teria sido o ato inaugural do governo do presidente Michel Temer. Marilena acredita que os aspectos chaves do governo Temer seriam a substituição da Secretária dos Direitos Humanos pela Secretária da Segurança Nacional com general ligado ao tempo da Ditadura, a privatização do solo brasileiro e o enfraquecimento do Mercosul.

### Outros
Marilena foi grande crítica do ex-prefeito Paulo Maluf durante seu mandato como secretária na gestão Erundina (1989-1992), afirmando que nenhum administrador honesto prometeria o que ele prometeu em sua campanha eleitoral, acusando-o de manipular o medo dos cidadãos. Em 2014, no entanto, Marilena negou-se a comentar o episódio da formalização de uma aliança entre Paulo Maluf e o Partido dos Trabalhadores no âmbito das eleições federais dizendo que não iria falar "nadinha" nem conceder entrevistas. Posteriormente, Marilena disse que o ex-governador Paulo Maluf, não se enquadra na tradição política representada por Celso Russomano, mas na do “grande administrador”, que ela identifica com Prestes Maia e Faria Lima. “Afinal, Maluf sempre se apresentou como um engenheiro.”

## Controvérsias

### Acusação de plágio
Em 1981, José Guilherme Merquior acusou Marilena Chauí de plagiar Claude Lefort. A acusação foi feita em seu artigo "Cultura e Democracia", publicado em sua coluna do Jornal do Brasil no dia 2 de maio de 1981. Merquior afirmava que o fraseado da filósofa encontrava-se calcado na obra do teórico francês, especialmente em "Elements d'une Critique de la Beureaucratie".
Marilena Chauí minimizou as críticas, reconhecendo a profunda influência de Claude Lefort sobre suas ideias, afirmando que nasceram juntas e sentia-se à vontade para transitar entre elas. Diante da acusação, saíram em sua defesa colegas seus, como Roberto Romano (professor de Ética da Unicamp) e Maria Sylvia de Carvalho Franco (professora titular da USP).
Décadas depois, Roberto Romano revelou mágoa por conta deste episódio, pois se sentiu abandonado pela autora após fazer sua defesa. Segundo o professor Romano, Marilena Chauí teria exigido que os intelectuais não respondessem as acusações do seu crítico enquanto o próprio Claude Lefort não o desmentisse. Romano concluiu que a filósofa não se importou com o que ocorreu com ele e sua colega assim que foi "absolvida" por Lefort.

### "Eu odeio a classe média"
No ano de 2013, viralizou um corte de uma palestra realizada na qual Marilena afirmava odiar a classe média, categorizando o grupo como fascista, violento e ignorante. Em sua defesa, foi dito que circulou no vídeo apenas uma versão fragmentada e descontextualizada de sua fala, e que o argumento geral exposto na palestra foi de que o conceito de classe média deve ser problematizado, sobretudo para explicar casos extremos nos quais membros da classe média assumem comportamentos inadequados em espaços públicos e incongruentes à vida social. Nessa mesma palestra, defendeu programas de concessão governamentais como o Prouni com a intenção de minorar o racismo. O episódio foi utilizado por críticos que afirmaram que a intelectual promove uma "política social sem direitos sociais" e diante desta conclusão acabou sendo descrita como "defensora de uma associação neoliberal entre Estado e burguesia".

### Acusações contra Sérgio Moro, Lava-Jato e governo Temer
Em julho de 2016, em um vídeo para o blog “Nocaute”, Chauí criticou o então juiz federal Sergio Moro, alegando que ele era crucial para a perda da soberania do Brasil sobre o pré-sal, destacando que ele foi treinado pelo FBI. A filósofa comparou esse treinamento ao do macartismo e ao período pós-11 de setembro, que usou intimidação e delação. Ela argumentou que a Lava-Jato iniciou a destruição da soberania brasileira e criticou o governo de Michel Temer por comprometer o futuro das próximas gerações, citando mudanças nas secretarias e a privatização das riquezas do país. Ela também considerou José Serra uma figura chave na perda de soberania.

## Premiações e títulos
Alguns prêmios e títulos:
- 1981 - Prêmio da melhor livro brasileiro de não-ficção para 'Cultura e Democracia. O discurso competente e outras falas', Associação Paulista de Críticos de Arte (APCA).[21]
- 1992 - Ordem de Honra ao Mérito pela Política do Livro, Câmara Brasileira do Livro.[21]
- 1992 - Ordre des Palmes Académiques, Presidência da República da França.[21]
- 1994 - Prêmio Jabuti - para Convite à Filosofia', como melhor livro didático, Câmara Brasileira do Livro.[21]
- 1995 - Ordem do Mérito, Ministério da Educação e Cultura da República Árabe da Síria.[21]
- 1998 - Homenagem prestada à obra e à ação político-acadêmica com Colóquio Nacional "Liberdade e Democracia"., Universidade Federal do Paraná - Universidade de São Paulo (NEDIC).[21]
- 1999 - Prêmio Sérgio Buarque de Holanda - melhor livro brasileiro de ensaios, 'A nervura do real', Biblioteca Nacional.[21]
- 2000 - Prêmio Jabuti para o melhor livro brasileiro de humanidades, A nervura do real, Câmara Brasileira do Livro.[21]
- 2000 - Prêmio Multicultural Estadão - pela obra cultural e filosófica e pelo livro 'Nervura do real', O Estado de S. Paulo.[21]
- 2002 - Homenageada com o Colóquio Lire Spinoza depuis le questions de la plèbe et de la multitude, Universitè de Paris 8, França.[21]
- 2003 - Título de Doctor Honoris Causa da Universidade de Paris VIII - França.[21]
- 2004 - Título de Doctor Honoris Causa, Universidad Nacional de Córdoba - Argentina.[21]
- 2007 - Título de Doutor Honoris Causa, Universidad Nacional de San Juan, San Juan, Argentina.[21]
- 2008 - Título de Doutor Honoris Causa, Universidade Federal de Sergipe, Sergipe, Brasil.[21]
- 2011 - Homenagem com o Congresso Internacional "República e Democracia", Universidade São Paulo, Faculdade de Filosofia, Letras e Ciências Humanas, Departamento de Filosofia.[21]
- 2017 - Prêmio Jabuti para o melhor livro brasileiro de humanidade, A nervura do real II, Câmara Brasileira do Livro.[44]
- 2017 - Título de professora emérita da Faculdade de Filosofia, Letras e Ciências Humanas da Universidade de São Paulo.[45]
- 2018 - Título de doutora honoris causa, Universidade de Brasília - Brasília.

## Livros
Marilena Chauí é autora de vários livros, dentre os quais [por ordem alfabética]:
- A Ideologia da Competência[46]
- A nervura do real[47]
- Brasil: Mito Fundador e Sociedade Autoritária[48]
- Boas-vindas à Filosofia
- Cidadania Cultural
- Conformismo e Resistência
- Contra a Servidão Voluntária
- Convite à filosofia[49]
- Cultura e Democracia, o Discurso Competente
- Da Realidade sem Mistérios ao Mistério do Mundo
- Desejo, Paixão e Ação na Ética de Espinosa
- Dialética Marxista e Dialética Hegeliana
- Direitos Humanos, Democracia e Desenvolvimento
- Eja - Filosofia e Sociologia
- Escritos Sobre a Universidade
- Espinosa: Uma Filosofia da Liberdade
- Experiência do Pensamento
- Filosofia: Volume Único
- Ideologia e Mobilização Popular
- Iniciação à filosofia[50]
- Introdução à história da filosofia: dos pré-socráticos a Aristóteles[51]
- Manifestações Ideológicas do Autoritarismo Brasileiro
- O que é Ideologia
- O Ser Humano é um Ser Social
- Política em Espinosa
- Professoras na Cozinha
- Repressão Sexual
- Simulacro e poder: uma análise da mídia[52]